# Cleorodes pictaria
Cleorodes pictaria är en fjärilsart som beskrevs av Carl Peter Thunberg 1788. Cleorodes pictaria ingår i släktet Cleorodes och familjen mätare. Inga underarter finns listade i Catalogue of Life.